# Rapar
Rapar là một thành phố và khu đô thị của quận Kachchh thuộc bang Gujarat, Ấn Độ.

## Địa lý
Rapar có vị trí 23°34′B 70°38′Đ / 23,57°B 70,63°Đ Nó có độ cao trung bình là 79 mét (259 feet).